# Ten no Hate made - Porando hishi
Ten no hate made - Porando hishi (天の涯まで―ポーランド秘史?), tiếng Việt gọi là Tới cuối thiên đường - Lịch sử bí mật của Ba Lan, là một manga lịch sử của Ikeda Riyoko viết vào năm 1991.
Bộ manga này được Asahi Shimbun cho xuất bản lần đầu vào năm 1993 và sau đó được Chuokoron-Shinsha tái bản lại vào năm 1999.

## Tóm tắt
Bộ manga khởi đầu bằng việc đặt vào khoảng thời gian từ giữa thế kỷ 18 tới đầu thế kỷ 19 ở châu Âu. Bộ truyện khi đấy xoay quanh nhân vật Józef Antoni Poniatowski, vị hoàng tử Ba Lan thuộc Liên bang Ba Lan và Lietuva đang suy yếu bấy giờ.
Józef Poniatowski chào đời ở Viên vào năm 1763 khi cha ông, Andrzej Poniatowski và là anh em họ với vua Stanisław August Poniatowski, đang có mối quan hệ với Natasha Suvorov, con gái của Aleksandr Vasilyevich Suvorov và làm ăn ở Sankt-Peterburg thuộc Đế quốc Nga. Józef từ nhỏ thể hiện mình là một đứa trẻ bướng bỉnh, khó bảo và có quan hệ không tốt với em trai Felix, nhưng sự xuất hiện về sau của Tadeusz Kościuszko, một người sau này sẽ có ảnh hưởng lớn tới Józef, khiến Józef quyết tâm đi theo nghiệp binh sau này. Tuy nhiên, cha cậu đã không thể sống được để thấy con làm tướng, và qua đời mười năm sau đó, vào năm 1773. Józef thuở niên thiếu có ấn tượng xấu về Nga, do Nga kiểm soát chính quyền Ba Lan như chư hầu, mặc dầu về sau cậu học chính tiếng Nga do giáo sư Sergey Mikhalkov dạy.
Józef Poniatowski về sau trở thành một người lính thực thụ, tham gia quân đội Áo. Trước khi sang Áo năm 1780, chàng trai trẻ Józef đã quyết định bơi qua sông Weiße Elster, và khiến ông nổi tiếng. Tuy vậy, một nữ tăng sĩ bí ẩn đã cảnh báo cậu rằng cậu sẽ chết tại chính con sông này về sau. Józef tham gia chiến tranh Áo-Thổ và lập nhiều công trạng, nên được trọng dụng tại Viên.
Đúng lúc Józef đang trong tuổi thanh thịnh nhất thì Ba Lan lại ngày một rối ren. Trước đó, cả Nga, Áo và Phổ đều có âm mưu xóa sổ Ba Lan, sự tồn tại của liberum veto, một hệ thống bỏ phiếu quý tộc đầy tranh cãi và vua Stanisław thì bị chê là yếu đuối, hèn nhát và bị quy trách nhiệm cho việc dẫn đến lần phân chia Ba Lan thứ nhất. Đặc biệt là Sa hoàng Ekaterina II của Nga thì lại càng muốn biến Ba Lan thành một tỉnh chính thức của Đế chế Nga. Ekaterina vốn là người tình của Stanisław nên Stanisław không muốn chiến tranh với Nga và bản thân ông cũng phải vật lộn để bảo vệ Ba Lan trước viễn cảnh bị xóa sổ.
Năm 1787, Józef trở về Ba Lan và vô tình gặp lại Tadeusz Kościuszko, người mà anh luôn thần tượng từ nhỏ. Tadeusz, trở về từ cuộc Cách mạng Mỹ, đã nói với Józef về tình trạng rối ren của Ba Lan và nguy cơ mất nước. Khi đấy ông lại dính vào vụ tình ái với ca sĩ Zelia Sitańska và khi Zelia đặt tên người con hoang là Józef, cha Zelia quy tội Józef. Józef thẳng thừng từ chối hôn nhân và đề nghị anh em họ Felix tham gia hôn lễ thay để bảo toàn danh dự. Về sau, Józef thường bị gán mác ăn chơi. Cũng trong thời buổi đó, cậu gặp Grigory Potemkin, một vị tướng chột mắt. Potemkin tuy rằng là người Nga, nhưng sự đối xử tử tế mà Potemkin dành cho Józef đã được Józef cảm kích. Vì vậy, khi nghe tin Potemkin qua đời năm 1791, Józef bị sốc.
Cuộc cách mạng Pháp nổ ra sau đó đã thôi thúc tinh thần ái quốc của Józef Poniatowski trở lại. Cả Tadeusz và Józef bị ấn tượng bởi tinh thần cách mạng Pháp, tin rằng nó có thể làm bản lề để phục hưng Ba Lan, đã tìm cách thuyết phục Sejm cho thông qua bản Hiến pháp. Trong khi đó, Ba Lan buộc phải tìm kiếm liên minh với một nước Phổ không tin cậy, trong khi Phổ chỉ đề nghị liên minh nếu như bản Hiến pháp không được thông qua.
Nga sau đó phát động một cuộc chiến xâm lấn Ba Lan, châm ngòi cho chiến tranh Nga-Ba Lan. Tại đó, Józef lập đại công tại trận Zieleńce, giúp Ba Lan thắng lớn. Tuy nhiên, nó không thể ngăn được người Nga do sự lo sợ của chính vua Stanisław rằng Ba Lan có thể bị phá hủy bởi Nga khiến vua Ba Lan quyết định lui binh. Nó khiến cả Tadeusz và Józef bất mãn, và về sau từ chức chỉ huy quân đội.
Bất chấp sức ép của các đế chế lân bang, Tadeusz và Józef đã thành công khi giúp thông qua bản Hiến pháp ngày mùng 3 tháng 5, bản hiến pháp lâu đời thứ hai thế giới và đầu tiên của châu Âu vào năm 1793. Phổ nổi giận, hủy liên minh với Ba Lan và cả Phổ, Áo và Nga cùng hiệp lực hà hiếp Ba Lan. Tadeusz Kościuszko quyết định phát động Nổi dậy Kościuszko chống Nga, nhưng thất bại. Quá đau đớn và bi kịch, Józef Poniatowski cũng bị tước mọi chức danh, và bị buộc sang Áo lưu vong trong khi Tadeusz phải bỏ quốc mà sang Hoa Kỳ. Felix, dù rằng không ưa Józef, vẫn làm tất cả vì người anh trai khi lẻn vào ngầm giết Aleksandr Suvorov tại trại quân Nga bởi Suvorov đã vô cùng tàn bạo với người Ba Lan, nhưng thất bại và bị hạ sát. Phân chia Ba Lan coi như đã hoàn tất và Ba Lan chính thức bị xóa sổ. Về sau, khi Ekaterina II qua đời và Pavel I của Nga lên ngôi, Pavel phục hồi chức vụ, nhưng Józef từ chối.
Cùng lúc đó, ở Pháp nổi lên Napoléon Bonaparte, người mà Phổ và Nga đều ghê sợ. Napoleon đánh bại người Phổ đã làm nức lòng bao người Ba Lan bị đàn áp bởi cả hai nước, trong đó có Józef Poniatowski. Józef quyết định liên minh với người Pháp để đánh đuổi quân xâm lược Nga khỏi đất nước, và trở thành người bạn lớn của Napoleon sau này. Józef thuyết phục Maria Zalewska sang Pháp làm vợ của Napoleon để đảm bảo cho độc lập của Ba Lan sau này, và cùng lúc đó gặp Teodor Łączyński, người sẽ theo ông sau này. Napoleon đồng ý cho lập Công quốc Warszawa, làm nhen nhóm cơ hội phục quốc Ba Lan trong khi Józef tới Kraków. Tuy nhiên, sau khi Aleksandr I của Nga lại chủ mưu hứa hẹn cho Ba Lan tự trị, Napoleon nổi giận và nghi rằng Nga muốn đâm sau lưng, bèn phát động xâm lược Nga năm 1812. Cuộc xâm lược thất bại nặng nề và Józef phải mang toàn bộ lực lượng Ba Lan rời khỏi Nga. Ông đã mất tất cả những người lính tốt nhất của mình.
Việc này khiến cho khả năng Ba Lan độc lập càng khó khăn hơn. Hoàng tử và chỉ huy Józef Poniatowski, 50 tuổi, phải dồn quân cùng Napoleon đánh lại quân Phổ, Áo và Nga tại trận Leipzig, nơi mà con sông Elster có mặt. Tuy nhiên trong hỗn loạn, Napoleon cho nổ cầu và khiến Józef buộc phải đưa quân qua chỗ nông nhất của sông. Tuy nhiên, ông bị bắn trọng thương bởi lính Áo và gục ngã xuống sông. Bất chấp những nỗ lực cứu ông của Teodor, ông cũng trôi theo dòng sông và ra đi mãi mãi, để lại giấc mơ phục hưng Ba Lan dang dở.
Henrietta khi nghe tin Józef tử trận đã khóc thương vô cùng khi linh cữu của ông được đưa về mai táng với Jan III Sobieski. Cô sau này uống thuốc tự vẫn. Maria giữ vài đứa trẻ và cô cảm ơn Teodor, người bạn của Józef và đã theo Józef suốt cuộc chiến. Teodor là một doanh nhân thành đạt sau này.
Cuối truyện kể về cuộc kháng chiến đầy anh hùng mà Tadeusz Kościuszko và Józef Poniatowski đã tiếp tục in sâu trong tâm trí người Ba Lan thêm hơn 100 năm nữa, cho tới năm 1919, khi Hòa ước Versailles công nhận nền độc lập của Ba Lan.

## Nhân vật
- Józef Antoni Poniatowski: nhân vật chính của bộ truyện, một người anh hùng dân tộc Ba Lan với nội tâm đa dạng
- Andrzej Poniatowski: cha ông, người luôn bảo vệ ông trong mọi hoàn cảnh
- Stanisław August Poniatowski: vị vua cuối cùng của Ba Lan, chú của Józef Poniatowski. Ông là một người yêu nước, song yếu đuối về nội tâm
- Teresa Poniatowska: mẹ của Józef Poniatowski
- Felix Poniatowski: em trai Józef Poniatowski. Tuy rằng hai anh em không ưa nhau, Felix đã ủng hộ người anh chống lại người Nga và đã lẻn vào định giết Suvorov, nhưng bị hạ sát
- Ekaterina II của Nga: Sa hoàng Nga, người mà Stanisław từng yêu nhưng có dã tâm đàn áp Ba Lan
- Friedrich II của Phổ
- Maria Theresia của Áo
- Joseph II của Thánh chế La Mã
- Louis XV của Pháp
- Tadeusz Kościuszko: người bạn vong niên của Józef Poniatowski. Ông cũng là một người yêu nước và sau này luôn ủng hộ Józef Poniatowski phục quốc Ba Lan
- Teodor Łączyński: bạn của Józef, người đã đi theo ông trong suốt cuộc đời và đặc biệt là kháng chiến chống Nga xâm lược
- Maria Walewska: em gái của Teodor, vợ của Napoléon Bonaparte
- Napoléon Bonaparte
- Aleksandr Vasilyevich Suvorov: một vị tướng Nga tài giỏi, song đối xử tàn tệ với người Ba Lan
- Roman Ignacy Potocki
- Grigory Potemkin: hoàng tử và tướng Nga, một người giỏi và tử tế, được Józef tôn trọng
- Henrietta Vauban: người yêu của Józef, sau này tự tử khi nghe tin ông tử trận
- Zelia Sitańska: ca sĩ và là người vợ của Felix, em trai Józef